# Brabant uralkodóinak listája

A brabanti hercegek címere

A Brabanti Hercegséget hivatalosan 1183/1184-ban hozták létre, amikor Barbarossa Frigyes a Brabant hercege címet  adományozta I. Henriknek, III. Gottfried leuveni gróf fiának (aki akkoriban Alsó-Lotaringia hercege volt). A brabanti hercegi cím lényegében a 10. századtól létező brabanti tartományi grófi címből származott. A Német-Római Császárság fennhatósága alá tartozó területet III. Henrik leuveni gróf kapta meg az előző gróf, II. Hermann brabanti palotagróf halála után († 1085). Bár a brabanti tartományi grófság területe aránylag kicsi volt (a Senne és a Dender folyók közti terület), mégis ezt a nevet vették fel a hercegek a 13. századtól kezdve. 1190-ben, III. Gottfried halála után I. Henrik megkapta Alsó-Lotaringiát is, bár a címmel együtt nem járt közvetlen fennhatóság a hercegség területei felett.
1288-ban a worringeni csata során a I. János brabanti herceg megszerezte a Limburgi Hercegséget is. 1430. után a brabanti hercegi cím és a hercegség összes területe a burgundi hercegek kezébe került, akiktől előbb a Habsburg-ház spanyol, majd később osztrák ága örökölte. A címet jelenleg is használják, Belgiumban a trónörökös kapta, míg Spanyolországban a spanyol királyok egyik címe.

## A középkori önálló hercegség a Leuven-ház alatt
Az uralkodók címe:

Leuven grófjainak címere

Brabant és Limburg hercegeinek címere

A burgundi házból származó hercegek címere

- 1003–1095: Leuven és Brüsszel grófja, brabanti tartományi gróf
- 1106–1190: Leuven és Brüsszel grófja, brabanti tartományi gróf és Alsó-Lotaringia hercege
- 1190–1267: Brabant és Lothier hercege
- 1267–1406: Brabant, Lothier és Limburg hercege

| N     | Portré | Uralkodó                                                         | Uralkodott | Megjegyzés |
| ----- | ------ | ---------------------------------------------------------------- | ---------- | --- |
| [1.]  |        | I. Szakállas Lambert * 950 körül † 1015. szeptember 12.          | 1003–1015  | Az első leuveni gróf, III. Reginár hainaut-i gróf fia, aki felesége, Gerberga, Károly alsó-lotaringiai herceg révén örökölte Brabantot. |
| [2.]  | –      | I. Henrik * 992 körül † 1038. augusztus 5.                       | 1015–1038  | I. Lambert fia. |
| [3.]  | –      | Ottó † 1040                                                      | 1038–1040  | I. Henrik fia. |
| [4.]  | –      | II. Öves Lambert † 1054. június 19.                              | 1040–1054  | I. Lambert fia. |
| [5.]  | –      | II. Öves Henrik * 1020 körül † 1078                              | 1054–1078  | II. Lambert fia. |
| [6.]  |        | III. Henrik * 1060 körül † 1095 februárja/márciusa               | 1078–1095  | II. Henrik fia. A brabanti tartományi grófi cím elnyerésekor már Leuven és Brüsszel grófja (1078-tól).                                  |
| [7.]  |        | I. Szakállas Gottfried * 1063 körül † 1139. január 25.           | 1095–1139  | II. Henrik fia. |
| [8.]  |        | II. Gottfried * 1107 † 1142. június 13.                          | 1139–1142  | I. Gottfried fia. |
| [9.]  |        | III. Gottfried * 1140 körül † 1190. augusztus 21.                | 1142–1190  | II. Gottfried fia. |
| [10.] |        | I. Bátor Henrik * 1165 körül † 1235. szeptember 5.               | 1190–1235  | III. Gottfried fia. |
| [11.] |        | II. Henrik * 1207 † 1248. február 1.                             | 1235–1248  | I. Henrik fia. |
| [12.] |        | III. Jóságos Henrik * 1231 † 1261. február 28.                   | 1248–1261  | II. Henrik fia. |
| [13.] | –      | IV. Henrik * 1251/1252 † 1272                                    | 1261–1267  | III. Henrik fia. Lemondott. |
| [14.] |        | I. Győzedelmes János * 1253 † 1294. május 3.                     | 1267–1294  | III. Henrik fia. 1288-ban szerezte meg Limburgot.                                                                                       |
| [15.] |        | II. Békeszerető János * 1275. szeptember 27. † 1312. október 27. | 1294–1312  | I. János fia. |
| [16.] |        | III. Diadalmas János * 1300 † 1355. december 5.                  | 1312–1355  | II. János fia. |
| [17.] |        | Johanna * 1322. június 24. † 1406. november 1.                   | 1355–1406  | III. János leánya. |

## AValois-ház
Brabant, Lothier és Limburg hercegei:
- Antal brabanti herceg (1406–1415)
- IV. János brabanti herceg (1415–1427)
- I. Fülöp de Saint-Pol (1427–1430)
- II. Jó Fülöp (1430–1467)
- I. Merész Károly (1467–1477)
- I. Mária (1477–1482)

## AHabsburg-ház
- Miksa (régens, 1482–1494)
- III. Kasztíliai Fülöp (1494–1506)
- II. Károly (1506–1555)
- IV. Fülöp (1555–1598)

A címet egy időre Ferenc, Anjou hercege (Valois-ház) szerezte meg (1582–1584)
- Izabella Klára Eugénia és férje, Albert (1598-1621)
- V. Fülöp (1621-1665)
- III. Károly (1665-1700)
- VI. Fülöp (1700-1706)
- IV. Károly (1706-1740)
- Mária Terézia és férje, I. Ferenc (1740-1780)
- József (1780-1789)
- Lipót (1790-1792)
- II. Ferenc (1792-1794)

## A brabanti hercegi cím napjainkban

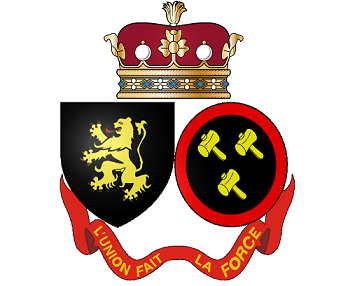
Fülöp brabanti herceg és Matilda brabanti hercegné címere

### Szász–Coburg–Gothai-ház
A mai Belga Királyságban a brabanti hercegi címet a mindenkori király legidősebb fia (2013 óta legidősebb leánya), vagyis a trón kijelölt örököse viselte.
- II. Lipót (1840–1865)
- Lipót herceg, II. Lipót fia (1865–1869)
- III. Lipót (1909–1934)
- Balduin (1934–1951)
- Fülöp (1993–2013)
- Erzsébet (2013-tól). (Fülöp király trónra lépése (2013) után legidősebb leánya és kijelölt örököse lett Brabant első, saját jogú hercegnője).

### A Bourbon-ház
- I. János Károly (címzetes herceg)

## Családfa kép
A brabanti hercegi cím a spanyol királyok egyik örökletes címe.

## Lásd még
- Limburg hercege